# Altendorf (powiat Schwandorf)
Altendorf – miejscowość i gmina w Niemczech, w kraju związkowym Bawaria, w rejencji Górny Palatynat, w regionie Oberpfalz-Nord, w powiecie Schwandorf, wchodzi w skład wspólnoty administracyjnej Nabburg. Leży w Lesie Czeskim, około 15 km na północny wschód od Schwandorfu, nad rzeką Schwarzach, przy linii kolejowej Schönsee – Schwandorf.

## Dzielnice
W skład gminy wchodzą następujące dzielnice: Altendorf, Dürnersdorf, Fronhof, Willhof.

## Demografia
| Rok  | Liczba mieszk. |
| ---- | -------------- |
| 1970 | 1 066          |
| 1987 | 992            |
| 2000 | 978            |

## Oświata
(na 1999)

W gminie znajduje się 50 miejsc przedszkolnych (46 dzieci) oraz szkoła podstawowa (2 nauczycieli, 68 uczniów).